# Sierra de Baza

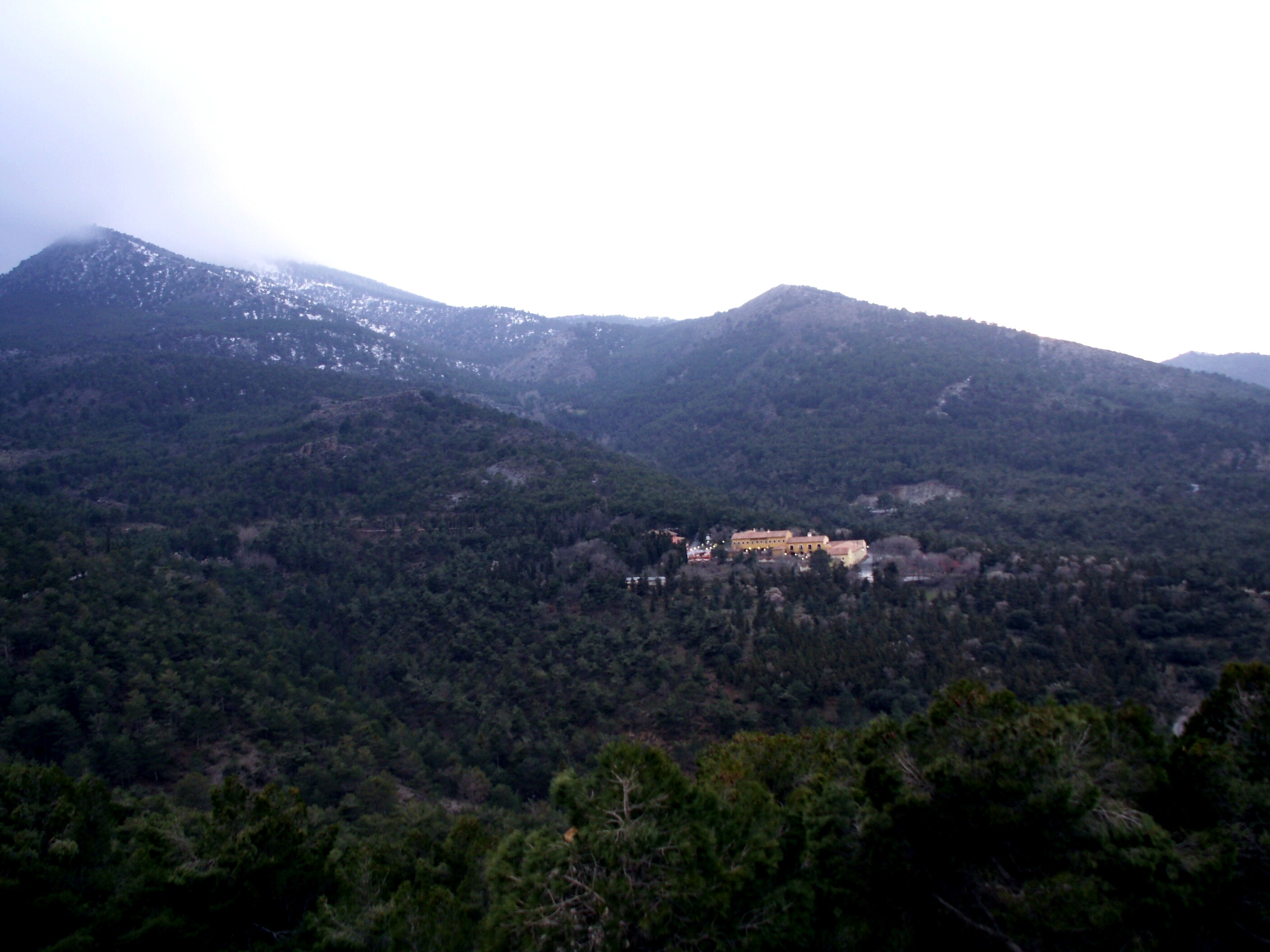
Cara norte de la sierra de Baza

La sierra de Baza se emplaza en el noreste de la provincia de Granada (Andalucía, España), donde se ubica en su integridad, albergando en su interior el parque natural de la Sierra de Baza. Limita por el este con la provincia de Almería, por donde el complejo montañoso se prolonga con el nombre, a partir de este límite provincial, de sierra de los Filabres. 
Desde el punto de vista geológico, forma parte de las cordilleras Béticas (Sistema penibético) y desde el punto de vista de la biogeográfico, la sierra de Baza forma parte del Reino Holártico, de la Región Mediterránea, y, dentro de esta última, de la provincia Bética.
La sierra de Baza es un macizo muy montañoso, con importantes diferencias altitudinales, de forma que en pocos kilómetros la altitud varía desde los 845 m en Baza a los 2269 m en el Calar de Santa Bárbara, máxima altitud de la Sierra.

## Geografía
La sierra de Baza y la sierra de los Filabres, en realidad, conforman un único macizo aunque con distinto nombre según la provincia, ubicándose la segunda íntegramente en la provincia de Almería, cubriendo un total de 151 000 hectáreas a lo largo de 63 kilómetros.

## Flora
Uno de los paisajes más singulares y peculiares de esta Sierra es el de sus bosques de galería, que a modo de venas de vida, destacan entre las inmensas extensiones de pinar de reforestación. Una joya botánica de esta sierra es el pino silvestre, del que los ejemplares de la sierra de Baza, junto con los de Sierra Nevada, son los bosques autóctonos de esta especie de distribución más meridional en España. 
La vegetación natural de estos sotos y ribera forma parte del ambiente atlántico y centroeuropeo, que está integrada por flora eurosiberiana, delatada por su carácter caducifolio, y que en lugares con clima típicamente mediterráneo, como la sierra de Baza, está condicionada a la presencia de agua abundante. De modo que bosques de ribera mediterráneos, como estos, rodeados de una zona especialmente árida, en la que como hemos significado apenas se superan los 350 mm anuales, constituyen comunidades relicticas o residuales de aquellos bosques caducifolios postwümienses, inmersos en un paisaje xerofítico, de modo que constituyen formaciones vegetales intrazonales de singular valor ecológico, en la que destaca la presencia de sauces y otras especies de ribera como álamos blancos, el álamo temblón, con sus inconfundibles y características hojas rojas en otoño y especialmente álamos negros (Populus nigra), que alcanzan un gran tamaño y grosor en esta sierra.

## Fauna
La actual fauna de mamíferos, es la propia de los ecosistemas mediterráneos, estando catalogadas un total de 37 especies de mamíferos, de las que hay que resaltar el grupo de los quirópteros, ya que suponen un núcleo de alta diversidad que cuenta con 12 especies catalogadas en espacio natural protegido, en una lista que no está cerrada: Rhinolophus ferrumequinum, Rhinolophus hipposideros, Rhinolophus euryale, Myotis emarginata, Myotis nattereri, Myotis myotis, Pipistrellus pipistrellus, Pipistrellus pygmaeus, Hypsugo savii, Plecotus austriacus, Barbastella barbastellus y Miniopterus schreibersii. 
Existen mamíferos de interés cinegético, tales como el conejo (Oryctolagus cuniculus), el ciervo (Cervus elaphus) y la liebre (Lepus granatensis). La cabra montés (Capra pyrenaica) fue reintroducida en los años 1980.
Las aves es otro grupo que está también muy bien representado en la sierra, con más de 100 especies, distribuidas del siguiente modo: sedentarias (63), estivales (29), invernantes (8), de paso (4), y que conforman al catálogo de aves presentes en esta zona.